# Gràcies a Déu, ja és divendres
Gràcies a Déu, ja és divendres (títol original: Thank God It's Friday) és una pel·lícula dels Estats Units dirigida per Robert Klane, estrenada el 1978. Ha estat doblada al català.

## Argument
La pel·lícula descriu la vida d'un grup de joves punxadiscos, músics, cantants, ballarins, etc. durant un divendres al vespre en una sala de ball de Hollywood.

## Repartiment
- Jeff Goldblum: Tony
- Donna Summer: Nicole Sims
- Valerie Landsburg: Frannie
- Terri Nunn: Jeannie
- Chick Vennera: Marv Gomez
- Ray Vitte: Bobby Speed
- Mark Lonow: Dave
- Andrea Howard: Sue
- Robin Menken: Maddy
- Debra Winger: Jennifer
- John Friedrich: Ken
- Paul Jabara: Carl

## Premis i nominacions
Premis
- Globus d'Or a la millor cançó original per Paul Jabara
- Oscar a la millor cançó per Paul Jabara